# Aguié
Aguié – miasto w południowym Nigrze, w regionie Maradi, w departamencie Aguié, którego jest stolicą. Według danych szacunkowych na rok 2013 liczy 20 275 mieszkańców.